# Primero de Enero, Mexiko
Primero de Enero är en ort i Mexiko.   Den ligger i kommunen Salto de Agua och delstaten Chiapas, i den sydöstra delen av landet, 700 km öster om huvudstaden Mexico City. Primero de Enero ligger 69 meter över havet och antalet invånare är 258.
Terrängen runt Primero de Enero är varierad. Runt Primero de Enero är det ganska tätbefolkat, med 67 invånare per kvadratkilometer. Närmaste större samhälle är El Limar, 0,62 km söder om Primero de Enero. I omgivningarna runt Primero de Enero växer i huvudsak städsegrön lövskog.